# Mercè Boada Rovira
Mercè Boada y Rovira (Barcelona, 14 de octubre de 1948) es una neuróloga española. Ha dedicado su trayectoria profesional a las enfermedades neurodegenerativas. Más concretamente a la demencia y a la enfermedad de Alzheimer. Fue cofundadora de la Fundación ACE, una entidad privada sin ánimo de lucro que se dedica al diagnóstico, tratamiento, investigación y ayuda a las personas con Alzheimer y a sus familiares. Boada recibió la Cruz de Sant Jordi del Gobierno de Cataluña en el 2016.

## Trayectoria profesional
Boada, que se doctoró en medicina por la Universidad Autónoma de Barcelona, ha centrado su actividad profesional en el campo de la demencia, especialmente en la enfermedad de Alzheimer, y se ha especializado en la investigación sobre biomarcadores y proteínas de señalización de esta enfermedad, los factores genéticos y ambientales involucrados en su aparición y la aplicación de modelos terapéuticos de psicoestimulación cognitiva.
Ha sido la fundadora y directora médica de la Fundación ACE, dedicada a la investigación y a las personas que sufren la enfermedad de Alzheimer u otras demencias. Boada ha publicado más de 150 artículos, ha participado en más de 100 ensayos clínicos en la Fundación y es reconocida nacional e internacionalmente en el mundo de la neurología.
Su actividad en el ámbito de los trastornos cognitivos y de la conducta, y en la planificación sanitaria de recursos y servicios para enfermos con demencia en Cataluña empezó en 1986. Su tarea sanitaria y social ha propiciado la implantación y difusión de centros específicos en Cataluña tanto para su diagnóstico global como parar la atención a enfermos con demencia. 
Desde el año 1986 ha participado en las instituciones catalanas como asesora experta en la elaboración del Plan Integral de la Gente mayor en Cataluña (1990), en el que hacía referencia al área sanitaria; en la elaboración, coordinación y publicación del modelo de atención a las personas con demencia del "Programa Vida en los Años" del Servicio Catalán de la Salud (1991); en el Plan de Salud de Cataluña 1996-1998 y 1998-2001, en la elaboración del Cuaderno 10 del Plan de Salud de Cataluña sobre "Los trastornos cognitivos y de la conducta en la atención sociosanitaria" (1998) y en el comité científico del "Libro Blanco: Actividades preventivas para la gente mayor" del Departamento de Sanidad y Seguridad Social de la Generalidad de Cataluña (1999).
Fundó en 1991, el primer centro de día de tratamiento no farmacológico para personas con demencia en el Estado español, Alzheimer Centro Educacional, donde empezó a trabajar con el programa de psicoestimulación integral (PPI Boada & Tárraga, 1994) con el objetivo de ofrecer una nueva estrategia terapéutica para reeducar, socializar y favorecer la independencia y calidad de vida de estos enfermos y sus familias.
Vinculada durante años al Hospital Universitario Valle de Hebrón y a su Instituto de Investigación, ha presidido la Sociedad Catalana de Neurología. En 1995, Mercè Boada junto a Lluís Tárraga crean la Fundación ACE, una fundación privada declarada "benéfica de tipo asistencial". Esta institución centra su actividad dentro del ámbito del envejecimiento, el deterioro cognitivo y las demencias. El objetivo principal de la fundación es promover un modelo de atención integral para la enfermedad de Alzheimer, permitiendo atender las necesidades de pacientes, familiares, profesionales e investigadores. Sus objetivos fundacionales son el diagnóstico precoz y el tratamiento de las demencias, la investigación básica (clínica y aplicada) y ser un recurso de referencia para la atención primaria y la atención asistencial a través de la Unidad de Atención Diurna. Dispone de una base de datos clínicos de 21.210 entradas así como de un biorepositorio de ADN de más de 10.000 muestras. En 2014 visitaron a más de 6.200 pacientes con un total de 1.655 nuevos diagnósticos. Así mismo, realizaron casi 1.000 diagnósticos de enfermedad de Alzheimer.
En 2016 recibió la Cruz de Sant Jordi por el hecho de contribuir a la sensibilización y la investigación en el campo de las demencias, singularmente de la enfermedad de Alzheimer, de la cual es uno de los referentes en Cataluña, con proyección internacional.

## Distinciones y premios
- 2007 – X Premio Bienal de Investigación Ramón Trías Fargas de la Fundación Catalana de Síndrome de Down.
- 2008 – Premio a la Excelencia Profesional otorgado por el Consejo de Médicos de Cataluña.
- 2012 – Medalla Josep Trueta 2012 al Mérito Sanitario otorgado por el Gobierno de la Generalidad de Cataluña.
- 2012 – Premio “Mano Amiga” concedido por la asociación Alzheimer de León.
- 2014 – Premio “Antoni Subirana Ollé” otorgado por la Sociedad Catalana de Neurología por su tarea como expresidenta del 2000 al 2002.
- 2014 – Premio “Las mejores Ideas- Investigación y farmacología” otorgado por el Diario Médico con motivo del desarrollo del estudio AMBAR.
- 2015 - Premio “Eduard Beltran Rubió” a la mejor trayectoria profesional y académica 2015, concedido por la Sociedad Catalana de Neurología.
- 2015 – Premio ACRA (Asociación Catalana de Recursos Asistenciales) a la trayectoria profesional 2015.
- 2016 – Cruz de Sant Jordi de la Generalidad de Cataluña.
- 2021 – Premio Alzheimer de la Sociedad Española de Neurología.